# Sphegigaster hamugurivora
Sphegigaster hamugurivora är en stekelart som beskrevs av Ishii 1953. Sphegigaster hamugurivora ingår i släktet Sphegigaster och familjen puppglanssteklar. Inga underarter finns listade i Catalogue of Life.